# Stockholm Cup International

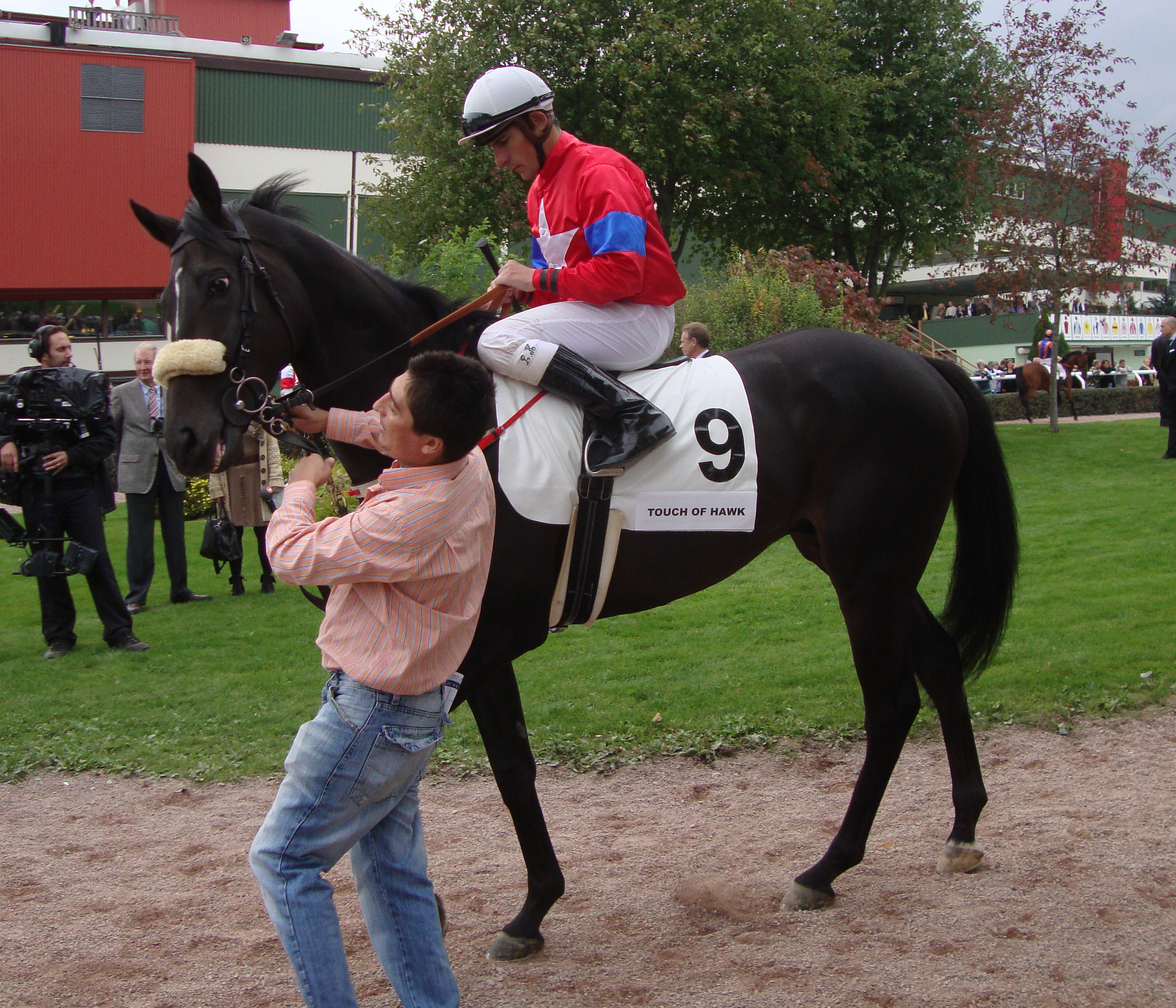
Caballo Touch of Hawk, vencedor en 2009.

Stockholm Cup International es una carrera para caballos purasangre de 3 años y más edad (3yo+), en 2400 metros de césped de Hipódromo de Täby, en Suecia. Es clase III, desde el año de 1991, y es la primera carrera en escandinavia recibir esta gradación. Se didputa desde 1937. La bursa actual es 1 000 000 de coronas suecas al ganador.

## Fecha de la carrera
En septiembre de vada año.

## Historia
EsTa competición, al inicio llamada Grand Prix, disputada en la arena de Ulriksdal, era en 1800 metros.. En 1951 era conocida como Stockholm-Löpning. En 1955 era disutada en 2400 metros. El nombre Stockholm Cup en 1956. Pasó al Hipódromo de Täby en 1963. La palabra "International" fue añadida en 1979.

## Ganadores
- 1959: Orsini
- 1960–62: sin carrera
- 1963: Camillo
- 1964: no race
- 1965: Romeo
- 1966: Pan
- 1967: Roman Tart
- 1968: Landru

- 1969: Scotch
- 1970: Clovenford
- 1971: Clovenford / Foghorn *
- 1972: Moon Crack
- 1973: Bill Waterhouse
- 1974: Niardo
- 1975: Tuloch
- 1976: Tuloch

- 1977: Brave Tudor
- 1978: Nicke
- 1979: Claddagh
- 1980: Nicke
- 1981: Russian George
- 1982: Shaftesbury
- 1983: Prima Voce
- 1984: Nicke

* The 1971 race was a dead-heat and has joint winners.
| Año  | Danador         | Edad | Jockey             | Entrenador           | Tiempo  |
| ---- | --------------- | ---- | ------------------ | -------------------- | ------- |
| 1985 | Tryffoc         | 4    | Johan Stenström    | Albert Klimscha, Jr. | 2:35.70 |
| 1986 | Top Guest       | 3    | Philip P. Robinson | Geoff Wragg          | 2:31.90 |
| 1987 | Keep Me Waiting | 7    | Johan Stenström    | K. Tönnessen         | 2:39.30 |
| 1988 | Call to Honor   | 5    | Mikael Wiking      | Pål Jørgen Nordbye   | 2:31.00 |
| 1989 | Silvestro       | 4    | Fernando Diaz      | Terje Dahl           | 2:30.10 |
| 1990 | Mawathik        | 3    | Ole Larsen         | Börje Olsson         | 2:42.20 |
| 1991 | Feuerbach       | 8    | John Reid          | Elisabeth Gautier    | 2:30.70 |
| 1992 | Silvestro       | 7    | Kim Andersen       | Terje Dahl           | 2:29.20 |
| 1993 | Colon           | 4    | Andreas Boschert   | Andreas Wöhler       | 2:30.60 |
| 1994 | Mr Eubanks      | 3    | Susanne Berneklint | Michael Kahn         | 2:28.70 |
| 1995 | Glide Path      | 6    | Jason Weaver       | John Hills           | 2:33.20 |
| 1996 | Kill the Crab   | 4    | Fredrik Johansson  | Wido Neuroth         | 2:27.00 |
| 1997 | Harbour Dues    | 4    | Ray Cochrane       | Lady Herries         | 2:35.40 |
| 1998 | Inchrory        | 5    | John McLaughlin    | Are Hyldmo           | 2:39.90 |
| 1999 | Albaran         | 6    | Janos Tandari      | Cathrine Erichsen    | 2:30.10 |
| 2000 | Valley Chapel   | 4    | Eddie Ahern        | Wido Neuroth         | 2:27.70 |
| 2001 | Valley Chapel   | 5    | Fredrik Johansson  | Wido Neuroth         | 2:40.30 |
| 2002 | Dano-Mast       | 6    | Frederick Sánchez  | Flemming Poulsen     | 2:27.70 |
| 2003 | Labirinto       | 5    | Frédéric Spanu     | Rod Collet           | 2:28.40 |
| 2004 | Collier Hill    | 6    | Dean McKeown       | Alan Swinbank        | 2:27.80 |
| 2005 | Farouge         | 4    | Fredrik Johansson  | Wido Neuroth         | 2:29.80 |
| 2006 | Collier Hill    | 8    | Dean McKeown       | Alan Swinbank        | 2:33.50 |
| 2007 | Appel au Maitre | 3    | Fredrik Johansson  | Wido Neuroth         | 2:36.50 |
| 2008 | Appel au Maitre | 4    | Fredrik Johansson  | Wido Neuroth         | 2:34.90 |
| 2009 | Touch of Hawk   | 3    | L. Hammer-Hansen   | Wido Neuroth         | 2:31.90 |
| 2010 | Mores Wells     | 6    | Sébastien Maillot  | Richard Gibson       | 2:31.60 |
| 2011 | Bank of Burden  | 4    | Per-Anders Gråberg | Niels Petersen       | 2:31.50 |
| 2012 | Bank of Burden  | 5    | Per-Anders Gråberg | Niels Petersen       | 2:29.40 |
| 2013 | Without Fear    | 5    | Fredrik Johansson  | Niels Petersen       | 2:28.70 |
| 2014 | Bank of Burden  | 7    | Per-Anders Gråberg | Niels Petersen       | 2:28.50 |